# Kyrkslätt
Kyrkslätt (finska: Kirkkonummi) är en kommun i landskapet Nyland i Finland. Kyrkslätt har cirka 40 433 invånare och har en yta på 1 017,01 km². Grannkommunerna är Esbo i öster och Sjundeå i väster samt Ingå i sydväst utanför Obbnäs på Porkalafjärden. I söder gränsar kommunen till Finska viken och i norr är Vichtis den närmaste grannen.
Kyrkslätt är en tvåspråkig kommun med finska som majoritetsspråk och svenska som minoritetsspråk. 78 procent av befolkningen har finska som modersmål och 20 procent svenska. Kyrkslätt är ursprungligen en svenskspråkig kommun (socken) men har med tiden förfinskats avsevärt; de flesta ortnamn har översatts till finska. Före den så kallade Porkalaparentesen då Sovjet innehade Porkala var så när som hela befolkningen svenskspråkig, men finskan är numera dominerande dels på grund av läget nära huvudstaden och inflyttningen efter återlämningen av området.
Kommunen har ett stort centrum med en kyrka, många affärer, bibliotek, pendeltågsstation och annan service.

## Historia
Kyrkslätt nämndes i officiella handlingar år 1330, då heter orten "Kyrkioslaeth". Men det finns många fynd från stenåldern och flera hällbilder, framförallt vid kusten. Under århundraden var Kyrkslätt en relativt rik jordbruksbygd med bördig jord och betydande uppfödning av djur. Orten var känd som huvudstaden Helsingfors "kornbod". Fisket var också en viktig näring på grund av traktens många sjöar och närheten till kusten. Kyrkslätt drabbades sedan dels av det finska inbördeskriget 1917–1918, med stora massakrer, dels av fortsättningskriget 1941–1944.
År 1944 bestämdes det att Sovjetunionen skulle få arrendera Porkalaområdet av Finland. Två tredjedelar av Kyrkslätts kommuns yta ingick i detta område. Under tio dagar i september 1944 var Kyrkslättborna tvungna att packa med sig alla möbler, kläder med mera och sedan flytta till den finska sidan då området blev sovjetiskt. Det var bestämt att området skulle tillhöra Sovjetunionen i femtio år, till 1995, men redan tolv år senare fick Finland tillbaka området i samband med Chrustjovs "töväder". När Kyrkslättborna kom tillbaka var mycket förstört, gravstenar omkullvälta och åkrarna igenvuxna. En återuppbyggnadsprocess inleddes som tog större delen av 1950-talet och en stor del av 1960-talet i anspråk.
Under 1960-talet och 1970-talet blev Kyrkslätt en modern industriort med främst teknisk industri. Inflyttningen har varit mycket stor, i och med närheten till Helsingfors (drygt 30 km) samt goda kommunikationer.

### Administrativ historik
1 januari 2000 överfördes ett område med 4 invånare till Sjundeå kommun.

## Geografi
I Kyrkslätt finns ungefär 900 öar. De största av dessa är Medvastö, Ängeslandet, Räfsö, Ramsö, Linlo, Kyrkogårdsön, Träskön, Makilo och Hirsala. Några andra öar är: Gubbelandet, Kallbådan (skär med fyr, utanför Porkala), Karlhamn, Mickelskären (grupp av skär) och Salmen (holme). Kyrkslätt har 86 sjöar, bland dem Vitträsk, Humaljärvi, Björnträsk, Finnträsk, Palojärvi, Storträsk, Juusjärvi och Stora Lonoks. Kyrkslätts kust sträcker sig hela 145 km och havsområdet är 650 km². Tavastfjärden och Morsfjärden är fjärdar i Kyrkslätt.

### Naturen
Kyrkslätt är en idyllisk havskommun med mycket sevärt. Man kan till exempel besöka Källvik friluftsområde i Porkala, och om man kommer med båt till Kyrkslätt kan man komma till Porkala Marin. På Linlo, Hila, kan man promenad på den vackra ön. Man kan besöka den Ryska begravningsplatsen eller också kan man handla i Gårdsboden, en gårdsbutik i vacker miljö i Estby. I Kyrkslätt finns det två fågeltorn för fågelskådare, ett i Saltfjärden och ett på Medvastö.

### Byar
Aspsjö (fi. Haapajärvi), Abramsby, Bergstad, Biskopsböle, Bobäck (fi. Luoma), Bondarby, Båtvik, Böle, Danskarby (fi. Tanskarla), Domvik, Dåvits, Edis, Edö, Estby (fi. Eestinkylä), Evitskog, Finnby, Finnsbacka, Friggesby, Gesterby, Getberg (fi. Vuohimäki), Gillobacka (fi. Killinmäki), Grundträsk, Gumbacka, Gunnarsby, Gunnarskulla, Hila, Hilabäck, Hindersby (fi. Heikkilä), Hirsala, Honskby, Hullus, Häggesböle, Hällnäs, Ingels, Ingvalsby, Jolkby, Jorvas, Junckars (eller Junkars?), Järsö, Kalljärvi, Kantvik, Karuby, Kattholm, Kauhala, Knopps, Kolsarby (fi. Kolsari), Korkkulla, Koski, Kvarnby (fi. Myllykylä), Kvis, Kylmälä, Kärras, Lappböle (fi. Lapinkylä), Leivola, Leivosböle, Lill-Estby, Lill-Kantskog (eller Lillkanskog?), Loviselund, Långstrand, Masaby, Mattby, Medvastö, Munkkulla, Navala, Nägels, Näse, Obbnäs (fi. Upinniemi), Oitbacka (fi. Oitmäki), Petäjärvi (Anttila), Porkala (fi. Porkkala), Prästgårdsbacken (fi. Pappilanmäki) Rilax, Sarvvik, Sevals, Skinnars, Smedsby (fi. Sepänkylä), Smedsede, Smeds-Edö, Sperrings, Storkanskog (eller Storkansskog?), Storms, Strömsby, Stubbans, Stubbhagen, Sundsberg, Sävvalla, Tolls, Torsvik, Träskby, Veikkola, Vilhelmsberg, Vols, Vårnäs, Värby, Ytterkurk, Ådbäck, Ängvik, Österby, Överby, Överkurk.
Som bosättningsområden räknas Bro, Kusas (fi. Kuusala), Kyrkvalla, Lindal och Vecklax (fi. Veklahti). Det finns en egendom som heter Eriksgård.

## Styre och politik

### Mandatfördelning i Kyrkslätts kommun, valen 1976–2025
| 6 | 13 | 2 | 12 |  | 8 |  |

| 5 | 13 |  |  | 12 |  | 10 |

| 3 | 12 | 4 |  |  | 13 | 9 |

| 3 | 12 | 3 |  |  | 12 | 11 |

| 3 | 12 | 6 |  | 12 | 9 |

| 2 | 11 | 4 | 2 |  | 10 |  | 12 |

| 2 | 9 | 5 | 3 | 10 |  | 13 |

|  | 12 | 6 | 5 | 11 |  | 14 |

| 30 | 21 |

|  | 8 | 7 | 3 | 3 | 10 |  | 16 |

| 30 | 21 |

|  | 8 | 7 | 5 | 3 | 11 |  | 15 |

| 26 | 25 |

|  | 7 | 11 | 4 |  | 11 |  | 13 |

| 24 | 27 |

|  | 5 | 8 | 5 | 7 |  | 12 | 12 |

| 28 | 23 |

|  | 6 | 7 | 4 | 4 |  | 11 |  | 14 |

| 23 | 28 |

### Vänorter
Kyrkslätt har två vänorter:
- Sundbyberg, Sverige, sedan 1972
- Paldiski, Estland, sedan 1996

## Ekonomi och infrastruktur

### Näringsliv

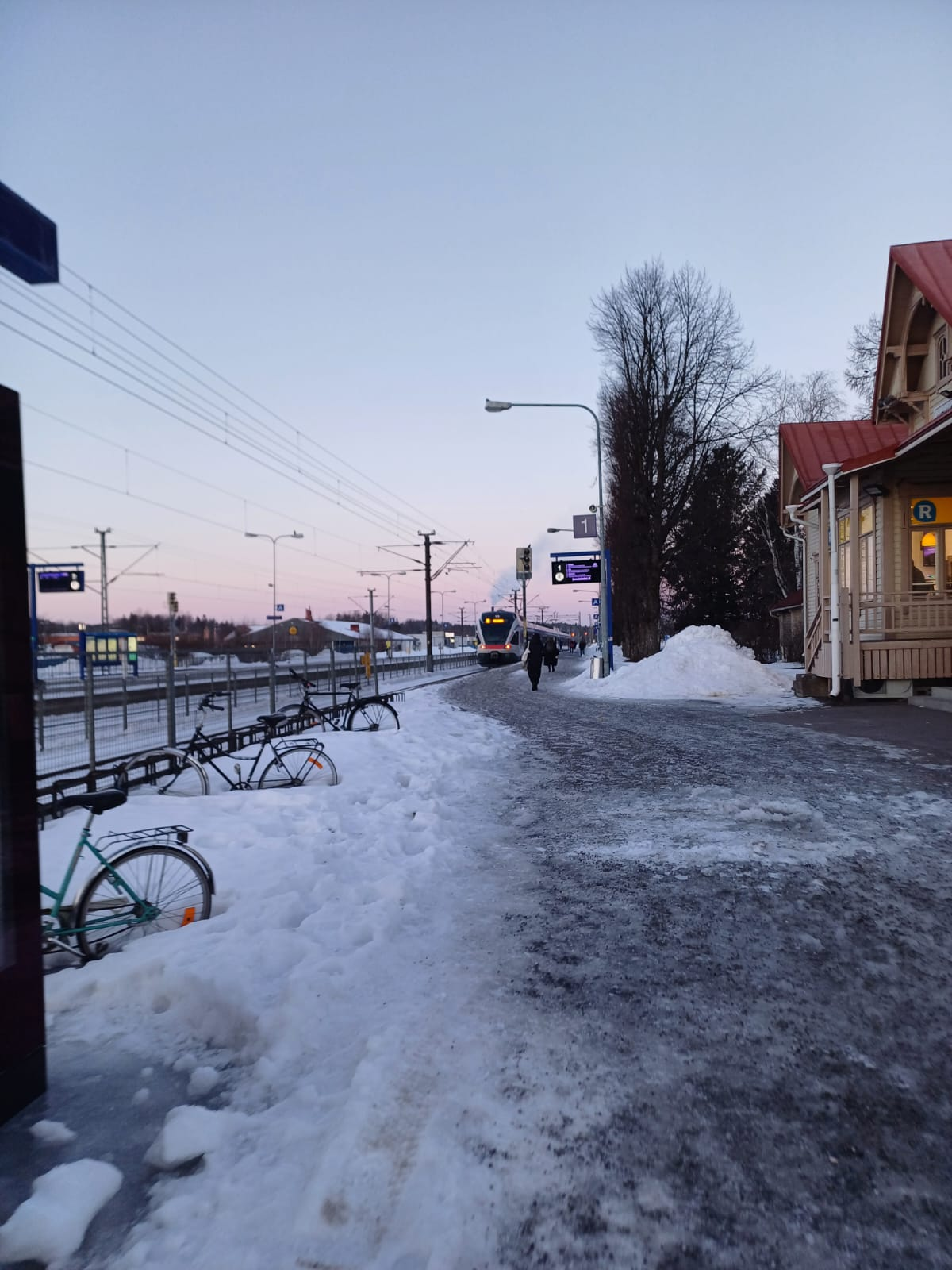
Kyrkslätt tågstation med ett U-tåg (februari 2024)

De största arbetsgivarna i kommunen är L M Ericsson, Danisco, Prysmian Cables and Systems, Varuboden-Osla, Johtamistaidon opisto och Gyproc.

### Kommunikationer

#### Vägar
E18, Stamväg 51 och Ring III går genom Kyrkslätt.

#### Järnvägar
Kustbanan Åbo-Helsingfors går genom Kyrkslätt med fjärrtågstrafik från Kyrkslätts station. Pendeltågen stannar också i Masaby, Jorvas och Tolls.

#### Färdmedel
I Porkala Havsby finns det en bemannad gästhamn. Om man kommer med flyg till Helsingfors-Vanda flygplats är det 40 km till Kyrkslätt. Vid rubriken kommunikationer kan man se vilka vägar som går genom Kyrkslätt.

## Demografi

### Befolkningsutveckling
| Befolkningsutvecklingen i Kyrkslätts kommun 1975–2020                                                        | Befolkningsutvecklingen i Kyrkslätts kommun 1975–2020 | Befolkningsutvecklingen i Kyrkslätts kommun 1975–2020 | Befolkningsutvecklingen i Kyrkslätts kommun 1975–2020 | Befolkningsutvecklingen i Kyrkslätts kommun 1975–2020 |
| --- | ----------------------------------------------------- | ----------------------------------------------------- | ----------------------------------------------------- | ----------------------------------------------------- |
| |                                                       |                                                       |                                                       |                                                       |
| År |                                                       |                                                       | Folkmängd                                             |                                                       |
| 1975 | 1975                                                  |                                                       | 15 769                                                |                                                       |
| 1980 | 1980                                                  |                                                       | 19 919                                                |                                                       |
| 1985 | 1985                                                  |                                                       | 23 255                                                |                                                       |
| 1990 | 1990                                                  |                                                       | 25 366                                                |                                                       |
| 1995 | 1995                                                  |                                                       | 27 316                                                |                                                       |
| 2000 | 2000                                                  |                                                       | 29 694                                                |                                                       |
| 2005 | 2005                                                  |                                                       | 33 581                                                |                                                       |
| 2010 | 2010                                                  |                                                       | 36 942                                                |                                                       |
| 2015 | 2015                                                  |                                                       | 38 649                                                |                                                       |
| 2020 | 2020                                                  |                                                       | 40 082                                                |                                                       |
| Anm: Uppgifterna avser förhållandena den 31 december nämnda år enligt områdesindelningen den 1 januari 2022. |                                                       |                                                       |                                                       |                                                       |

### Språk

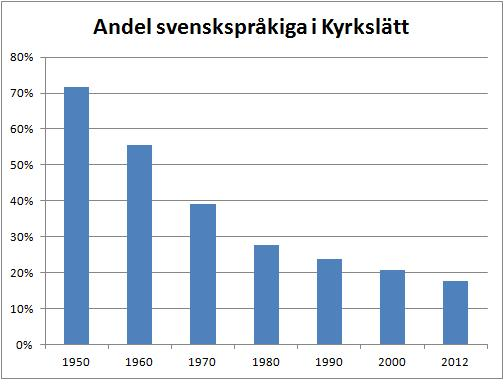
Andelen svenskspråkiga minskade avsevärt under 1900-talets senare hälft. Källa: https://issuu.com/folktinget/docs/fisve2012-rapport

Befolkningen efter språk (modersmål) den 31 december 2022. Finska, svenska och samiska räknas som inhemska språk då de har officiell status i landet. Resten av språken räknas som främmande. För språk med färre än 10 talare är siffran dold av Statistikcentralen på grund av sekretesskäl.
| Språk                                       | Talare 2022-12-31 | Talare 2022-12-31 |
| Språk                                       | Antal             | Andel (%)         |
| ------------------------------------------- | ----------------- | ----------------- |
| Hela befolkningen                           | 40 722            | 100,0             |
| Inhemska språk totalt                       | 36 359            | 89,3              |
| Finska                                      | 30 111            | 73,9              |
| Svenska                                     | 6 239             | 15,3              |
| Samiska                                     | 9                 | 0,0               |
| Främmande språk totalt                      | 4 363             | 10,7              |
| Estniska                                    | 1 150             | 2,8               |
| Ryska                                       | 830               | 2,0               |
| Albanska                                    | 347               | 0,9               |
| Engelska                                    | 279               | 0,7               |
| Arabiska                                    | 127               | 0,3               |
| Tyska                                       | 114               | 0,3               |
| Ukrainska                                   | 108               | 0,3               |
| Tigrinska                                   | 101               | 0,2               |
| Persiska                                    | 93                | 0,2               |
| Spanska                                     | 84                | 0,2               |
| Kinesiska                                   | 80                | 0,2               |
| Kurdiska                                    | 74                | 0,2               |
| Ungerska                                    | 71                | 0,2               |
| Turkiska                                    | 63                | 0,2               |
| Vietnamesiska                               | 63                | 0,2               |
| Thailändska                                 | 56                | 0,1               |
| Språk med färre än 50 talare men fler än 10 | 576               | 1,4               |
| Språk med färre än 10 talare                | 147               | 0,4               |

|  | Finska (73,9 %) |

|  | Svenska (15,3 %) |

|  | Samiska (0,0 %) |

|  | Främmande språk (10,8 %) |

|  | Finska (73,9 %) |

|  | Svenska (15,3 %) |

|  | Samiska (0,0 %) |

|  | Främmande språk (10,8 %) |

## Kultur

### Museer

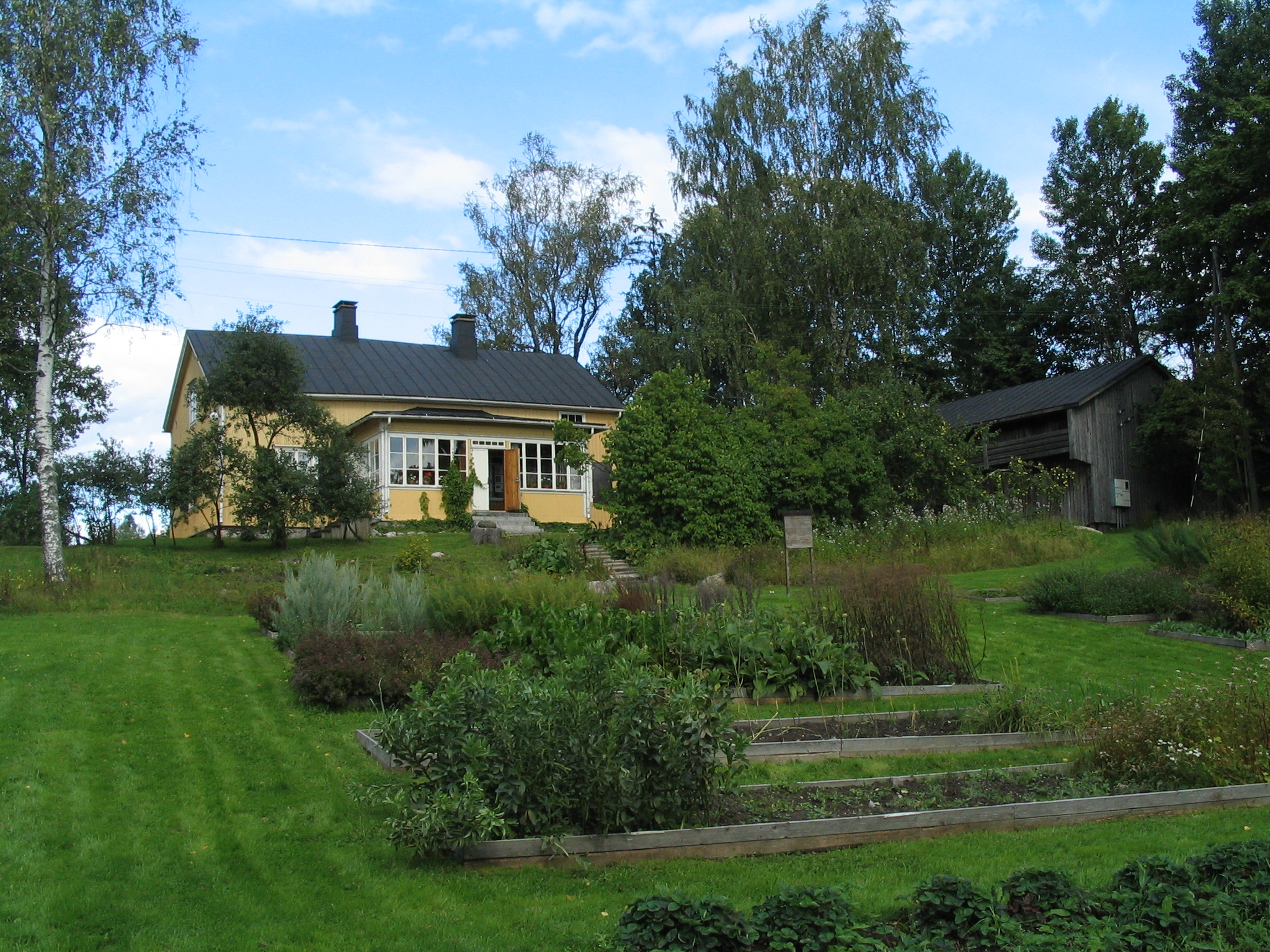
Ragvalds huvudbyggnad

Ragvalds museiområde är en traditionell bondgård vid gamla Kungsvägen. I gårdens huvudbyggnad finns många gamla föremål. De första uppgifterna om Ragvalds är från 1540-talet i Gustav Vasas jordeböcker. Den sista privata ägaren var Bertil Malmström (1900-1982). Efter hans död bildade man ett museum av gårdscentrumet. Museet drivs av Kyrkslätts kommun.
I Kyrkslätt finns också Alisgården som är ett hembygdsmuseum. Huvudbyggnaden på Alisgården är flyttad från Evitskog till Lappböle. Alisgården är en fortsättning på Tina hembygdsmuseum i Masaby som öppnade 1913 och upphörde då Porkalaområdet evakuerades 1944. Hembygdsmuseet drivs av Kyrkslätts hembygdsförening.
I Gesterby nära Kyrkslätt svenska skolor finns Gesterby museiområde. Där finns bl.a. en väderkvarn och gamla byggnader i rött med vita knutar.
Hvitträsk är ett arkitekturmuseum. Arkitekterna Herman Gesellius, Armas Lindgren och Eliel Saarinen planerade och lät bygga en gemensam ateljé och hem för sina familjer vid Vitträsk i början av 1900-talet. I detta ateljéhem som är byggt i nationalromantisk stil finns exempel på arkitekternas arbete såväl som deras färgstarka konstnärsliv.
I byggverktygsmuseet finns byggnadsarbetarnas traditionella verktyg. Museet ligger vid konferens- och utbildningscentret Siikaranta i Siikajärvi.

### Bibliotek
I Kyrkslätt finns tre bibliotek. Huvudbiblioteket i Kyrkslätt centrum är stort och har mycket böcker. I Veikkola finns det ett gult trähus som är ett bibliotek. Det tredje biblioteket finns i Masaby.

### Kyrkor

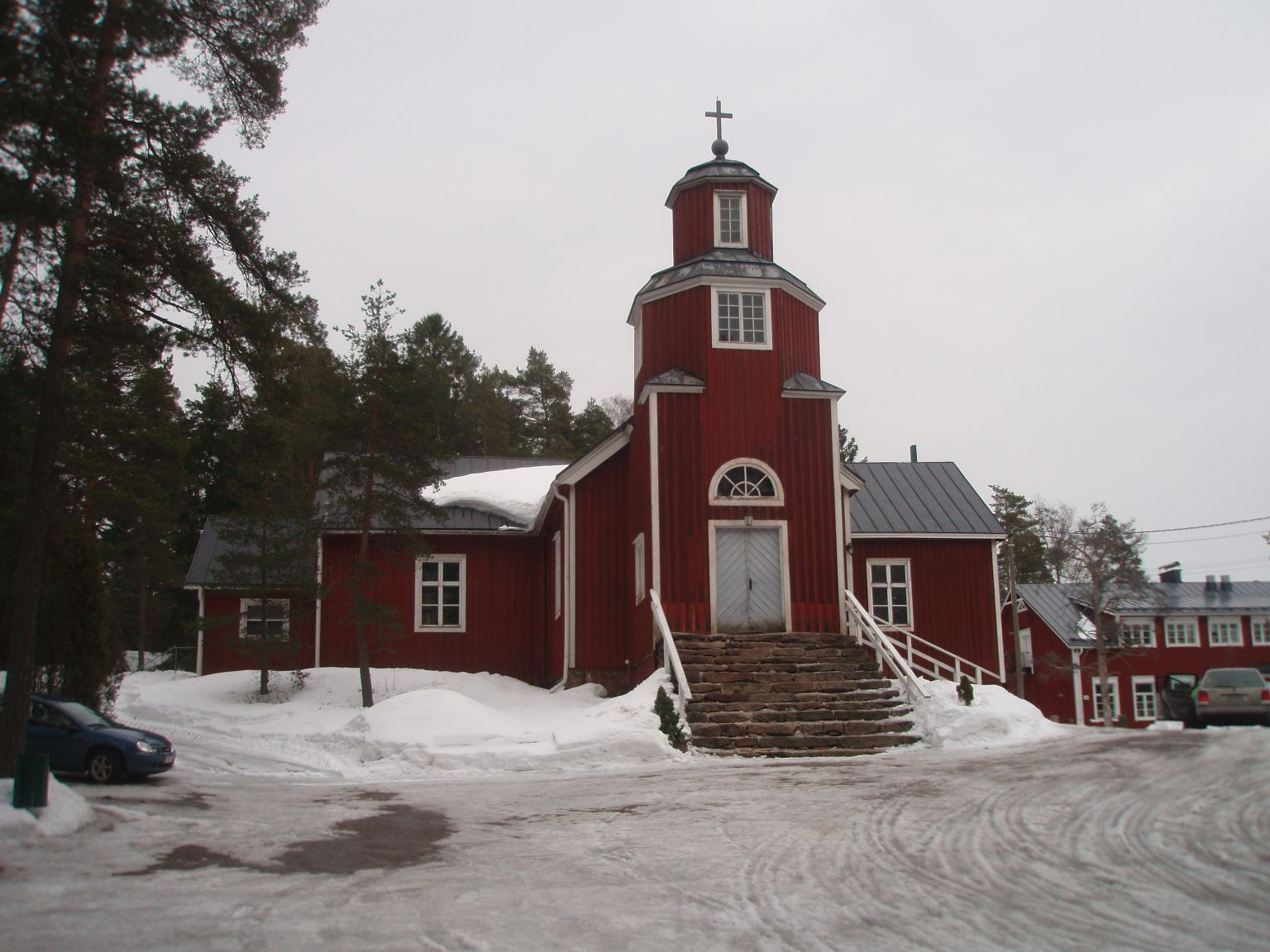
Aspsjö kyrka i norra Kyrkslätt, byggd 1822

Kyrkslätts kyrka, St. Mikaels kyrka, som är en medeltida gråstenskyrka mitt i centrum, utgör ett kännetecken för hela socknen. Glasmålningarna i kyrkan målades av konstnären Lennart Segerstråle inför socknens 600-årsjubileum år 1930. Kyrkan är omgiven av en kyrkogård med uråldriga gravvårdar. På området finns också den på 2000-talet etablerade urnlunden som är planerad av Bey Heng.
Aspsjö (fi:Haapajärvi) träkyrka är en hemkyrka för invånarna i de norra delarna av socknen. Kyrkan blev färdig 1823. Byborna byggde den med gemensamma krafter. Även största delen av kyrkans konstverk och takkronor är donerade av närområdets invånare.
Vid begravningsplatsen i Aspsjö några kilometer söder om kyrkan finns ett begravningskapell, planerat av arkitekten Erich von Ungern-Stenberg. Det byggdes år 1948, då huvudkyrkan och dess begravningsplats var belägna på Porkala arrendeområde som hade överlåtits till Sovjetunionen.
Obbnäs havskapell är den första militärkyrka som byggts i det självständiga Finland. Kapellet, som invigdes år 1965, är planerat av arkitekten Mikko Heliövaara. Kapellets form ger ett intryck av fören på ett fartyg som skär genom vågorna. Havskapellet ligger på garnisonsområdet och man måste få separat tillstånd för att besöka den.
På lägercentret på Räfsö ligger St. Nikolaus kyrka som byggdes med gemensamma krafter. Den är en kåta, vars ursprungliga mening var att vara en grillkåta, men sen kom man på idén att göra det till ett kapell.
Masaby kyrka, Matteus kyrka är den första kyrka som byggts i Finland under 2000-talet. Kyrkan är planerad av arkitekten Erkki Pitkäranta. Konstverket ”Floden – Berget – Kristus” i kyrkan är gjort av konstnären Jan-Erik Andersson tillsammans med arkitekten.

### Dialekt
Kyrkslättdialekten är en gammal döende dialekt. Smeden Hjalmar Tallberg (1902–1980) har skrivit ner flera roliga historier på "Körslättdialekt", sammanfattade i ett av Kyrkslätts hembygdsförening utgiven häfte "Tallbergs bästa". En del av berättelserna finns inlästa av Tallberg själv.
Några av huvuddragen i "körslättdialektin" är:
- hårt "k", d.v.s. ordet kyrka sägs inte [tsjyrka] utan [körkka]
- som i många nyländska dialekter, blir i bestämd form singularis ändelsen -en antingen -n eller -in. Till exempel skogen → [skoogin], slätten → [slätn]
- adjektiv får ofta ändelsen -er, till exempel snygg blir snygger [snyggär]
- u → o, till exempel sku(lle) → [sko], nog → [no], kunde → [kond]
- verb i imperfekt får ofta förkortad ändelse; -de → d, till exempel Jag hade  ätit i köket → [Ja hadd eti i köki]
- Inga/kort betoning på många ord, till exempel eetit → eti, konsonanter kan falla bort, till exempel fattig → fati
- verb i presens saknar ofta ändelse, till exempel torka → [tårk]
- efternamn som slutar på -berg blir [-bär]

Urval av körslättska ord:
- utav → "åta"
- sådana → "toko; tokoga"
- ätit bra → "väletiger"
- hemlagad → "himlagager"
- annat → "anat"
- full → "foller"
- äldre → "eldär"
- hördes → "hördist"
- att → "ti"
- papperspåse → "paperspåsa" (kort "å")
- haft → "havi"
- hört → "höri"

Utdrag ur en av H.Tallbergs berättelser:
– Ja ha höri att mamma ha vari ti stan å köpi en litn bror åt dej.
– Nääi, svara pojkin, no ä han himlagager.

## Kända kyrkslättsbor
- Teemu Selänne, ishockeyspelare
- Kari Tapio, artist
- Elisabeth Rehn, politiker
- Eero Saarinen, arkitekt
- Anders Adlercreutz, politiker
- Raija Vahasalo, politiker
- Amin Asikainen, boxare
- Raija Oranen, författare
- Olli Mäki, boxare
- Pekka Hartonen, artist
- Svante Martin, skådespelare
- Likanen Etelä, rapgrupp